# Georg Spettmann
Georg Spettmann (* 9. Februar 1911 in Berlin; † 30. Dezember 1943 in Reval (Tallinn/Estland)) war ein deutscher kommunistischer Widerstandskämpfer gegen das Naziregime.

## Leben
Georg Spettmann stammt aus Berlin. Nach dem Besuch der Schule erlernte er den Kaufmanns-Beruf. Als junger Mann wurde er Mitglied der Kommunistischen Partei Deutschlands (KPD). Im Zweiten Weltkrieg wurde er als Soldat zur Wehrmacht eingezogen und kam im Baltikum zum Einsatz. Weil er mit estnischen Widerstandsgruppen Verbindung aufgenommen hatte, wurde er verhaftet. Von einem Standgericht der Wehrmacht wurde er erschossen.